# Solanum dichroandrum
Solanum dichroandrum är en potatisväxtart som beskrevs av Michel Félix Dunal. Solanum dichroandrum ingår i släktet skattor som ingår i familjen potatisväxter. Inga underarter finns listade i Catalogue of Life.